# Universitat de Potsdam
La Universitat de Potsdam (en alemany, Universität Potsdam; abreujat UP) és una universitat de Potsdam, Brandenburg a la regió metropolitana de Berlín.

## Facultats i Instituts
- biologia, química[1]
- empresarials i econòmiques
- ciències de la terra
- pedagogia i psicologia
- història i estudis culturals
- dret[3]
- matemàtiques i informàtica[2]
- filosofia i humanitats
- física
- ciències socials, ciències administratives i ciències polítiques